# Anne Robert Jacques Turgot
Anne Robert Jacques Turgot, L’Aulne bárója, gyakran csak Turgot-ként említve (Párizs, 1727. május 10. – Párizs, 1781. március 18.) francia államférfi és közgazdász, XVI. Lajos francia király minisztere.

## Élete
Régi normandiai családban született, Michel-Étienne Turgot kereskedelmi felügyelő és Madeleine Françoise Martineau legkisebb fiaként. Először egyházi iskolába járatták, majd felvételt nyert a Sorbonne-ra, amit 1749-ben fejezett be.
1751-ben úgy döntött, hogy nem vállalja a papi hivatást, 1752-ben a francia parlament alügyésze, 1753-ban pedig tanácsosa lett. 1754-ben a parlament feloszlatásának ideje alatt ülésező királyi tanács tagja lett. 1755-ben és 1756-ban Vincent de Gournay társaságában kereskedelmi intendánsként tartományi körúton vett részt, 1760-ban Kelet-Franciaországban és Svájcban járva meglátogatta Voltaire-t, aki egyik legjobb barátjává és támogatójává vált.
Párizsban szalonok gyakori vendégeként ismerték, különösen Françoise de Graffigny szalonját kedvelte, akinek unokahúgát, Mademoiselle de Ligniville-t („Minette”-et) egyszer feleségül akarta venni, később ő lett Madame Helvétius. Sokat járt Madame Geoffrin, Madame du Deffand és Mademoiselle de Lespinasse szalonjaiba. Ebben az időben találkozott a fiziokrata iskola vezetőivel: François Quesnay-vel, Vincent de Gournay-val, Dupont de Nemours-ral, Morellet abbéval és más közgazdászokkal.

## Munkássága
Egyetemi évei alatt két jelentős latin nyelvű tanulmányt írt, A keresztény vallásnak az emberiséget segítő előnyeiről és Az emberi elme fejlődésének történelméről címmel. Az első alkalom, hogy közgazdaságtani kérdésben véleményt formált, iskolatársa, Cicé abbé számára a papírpénzről írt levele volt, amelyben cáfolta Terrasson abbé John Law rendszerét védő érveit.
Kedvelte a költészetet, megkísérelte a latin verstan szabályait alkalmazni a francia nyelvben is. Az Aeneas negyedik könyvének klasszikus hexameterben írt fordítását Voltaire úgy üdvözölte, mint az egyetlen prózafordítást, amiben talált némi lelkesedést.
Ezalatt végig különböző tudományokkal és nyelvekkel foglalkozott. 1753-ban Questions sur le commerce címmel angolból lefordította Josias Tucker munkáját, 1754-ben a vallási türelem támogatására megírta a Lettre sur la tolérance civile című munkáját és a Le Conciliateur című röpiratot. 1755-ben és 1756-ban különböző cikkeket írt az Encyclopédie számára, 1757 és 1760 között pedig Valeurs des monnaies címmel írt cikket a Morellet abbé szerkesztésében készülő Dictionnaire du commerce-be. 1759-ben jelent meg Eloge de Gournay című műve.

### Limoges
1761-ben Franciaország legszegényebb és legsúlyosabban megadóztatott részeit magában foglaló Limoges-i tartomány intendánsává (a hatalom képviselőjévé) jelölték ki, itt 13 évet töltött el. Ekkorra Quesnay és Gournay elméletei már mélyen belevésték magukat gondolataiba és arra készült, hogy saját tartományára alkalmazza őket. Első terve szerint folytatni szerette volna az új kataszteri felmérés elődje, Tourny által elkezdett munkáját, elérte a tartomány fejadóinak jelentős csökkentését. 1762 és 1770 között végzett munkáját Avis sur l'assiette et la repartition de la taille címen jelentette meg, és mint a Société d'agriculture de Limoges elnöke, adózási elvekről készült tanulmányok számára ajánlott fel díjakat. Francois Quesnay és Mirabeau az arányos adózást hirdették, míg Turgot a disztributív adózást javasolta, ezért eltörölte az egész tartományt sújtó robotot. Az utak építését és karbantartását végzőknek elfogadható szerződéseket kínált, és csak mert igazságosabban osztotta el az építési költségeket, a tartományt fejlett, jó állapotú úthálózattal hagyta maga mögött.

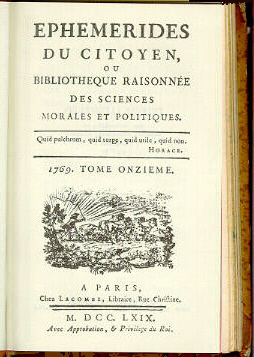
Az Ephémérides du citoyen címlapja (1769)

Legismertebb munkája az intendáns állása korai szakaszában készült Réflexions sur la formation et la distribution des richesses. 1766-ban írta, 1769-ben és 1770-ben jelent meg Dupont folyóiratában, az Ephémérides du citoyen-ben, valamint külön megjelent még 1776-ban. Dupont egyúttal különböző javításokat eszközölt a szövegben, hogy az jobban megfeleljen Quesnay tanításainak, ezért a viszony csakhamar elhidegült közte és Turgot között.
1769-ben Angoulême botrányos pénzügyi válsága okán írta Mémoire sur les prêts à intérêt című művét, amelyben a kölcsönök kamatainak kérdését először írta le tudományos módon, nem pedig egyházi nézőpontból. Még intendánsként írt más munkáiban, a Mémoire sur les mines et carrières és a Mémoire sur la marque des fers című művekben az állami szabályozással és beavatkozással szemben a szabadverseny fontosságát hirdette. Ugyanekkor erőfeszítéseket tett a mezőgazdaság és a vidéki ipar fellendítésére, többek között porcelán műhelyek létesítésére tett javaslatot. Az 1770-ben és 1771-ben pusztító éhínség során a földbirtokosoknak a szegények és gyengék terheit enyhítő kötelezettségét szorgalmazta, egyúttal elítélte az általános könyörületet. Ekkor készültek a Terray abbénak, a pénzügyminiszternek írt híres levelek Lettres sur la liberté du commerce des grains címmel, amik közül hármat XVI. Lajosnak küldött, de ezek a levelek eltűntek és sosem kerültek elő. A megmaradt levelekben azonban bemutatta, hogy a szabad gabonakereskedelem egyszerre áll a birtokos, a termelő és a fogyasztó érdekében és Turgot a levelekben nyomatékosan követelte a megszorítások eltörlését.
A kereskedelem származásának felderítése után Turgot továbbfejlesztette Quesnay elméletét a földről, mint a vagyon egyedüli forrásáról, és ő is három osztályra osztotta a társadalmat, a termelő vagy mezőgazdasági, a bérből élő (díjazott) iparos és a földtulajdonosok osztályára. A földművelés különböző rendszereinek fejlődéséről, az árfolyamok és a pénzpiac természetéről, valamint a tőke funkcióiról írt tanulmányai után felállította az impôt unique elméletét, amely szerint csak a föld termékeny részét kellene megadóztatni. Továbbá a kereskedelem és az ipar teljes szabadságát követelte.

### Kormányzás
Turgot általános elégedettségre 1774 júliusában a tengerészeti minisztérium élére került, ezt filozófus barátai is örömmel fogadták. Egy hónappal később az új király pedig már pénzügyminiszternek nevezte ki. Első lépésével bemutatta a királynak vezető alapelveiről szóló nyilatkozatát: „Nincs csődbejelentés, nincsenek adóemelések, nincsenek kölcsönök.” Politikája minden területen a reménytelen pénzügyi helyzettel szemben álló szigorú gazdaságpolitikára irányult. Minden ágazati kiadást saját jóváhagyásához kötött, számos láblógató hivatalt megszüntetett, betöltőit kárpótolta, a rágalmazókkal leszámolt és személyes hatást gyakorolt a királyra, hogy csökkentse a pozíciók és járadékok bőkezű adományozását. Több átfogó reform elindítását tervezte, azonban szándékainak teljes körű végrehajtását pártfogója, Maurepas gátolta, aki a Pecsétek Őreként a király beleegyezésével az elődje által megszüntetett, a reformok gátjaként működő parlamentek visszaállításán fáradozott. Turgot rendszeres költségvetést készített és lépéseivel sikerült jelentősen csökkenteni a hiányt.
Ugyancsak sikerült megvalósítania a gabona szabad kereskedelmét, de e tárgyban hozott rendelete az udvari arisztokrácia erős szembenállásával találkozott. A legnagyobb támadási felületet a bevezető adta, amelyben felvázolta azokat az elveket, amikre a rendeletet alapozta. A bevezetőben kiemelte, hogy célja az előjogok eltörlése és hogy mindhárom rendet aláveti az adózásnak, kivéve a papságot Maurepas kérésére. A rendelet bevezetőjében lefekteti az alapelvet, hogy minden embernek korlátozás nélkül joga van a munkához. Turgot három alkalommal is újraírta a bevezetőt, hogy „annyira világos legyen, hogy minden faluban el lehessen magyarázni a parasztoknak”. A filozófusok dicsérték, a szakemberek viszont kigúnyolták, leginkább pedig azok gyűlölték, akik Terray abbé uralma alatt gabonaspekulációkból és uzsoratőkéből éltek és akik között királyi hercegek is voltak. Legnagyobb ellenfele azonban 1774 rossz aratása volt, ami télre és kora tavaszra a kenyér árának emelkedését hozta. 1775. áprilisban emiatt zavargások, májusban pedig lázadások törtek ki szerte Franciaországban, Turgot azonban határozottságot mutatott és a király támogatásával elfojtotta a lázadásokat. Pozícióit 1775 júliusában tovább erősítette Malesherbes megérkezése a minisztériumba.
Turgot ekkor már javában dolgozott híres Hat rendeletén, amit 1776. januárban mutattak be a királyi tanács számára. A hat rendelet között voltak csekélyebb jelentőségűek és noha állítása szerint nem olvasta munkáit, nem kétséges, hogy Adam Smith és Turgot Párizsban találkozott, A nemzetek gazdagsága pedig bizonyosan jó megállapításokat tartalmazott Turgot számára.
A két legerőszakosabb ellenállást kiváltó rendelet a robot eltörlése és a szabad iparvállalás bevezetése volt. Március 12-én sikerül elérnie a rendeletek hatályba léptetését, de akkorra már majdnem mindenki ellene fordult. Az előjogok elleni támadásai kivívták a nemesség és a parlamentek gyűlöletét, a királyi költségvetés reformjának kísérletei az udvart bosszantotta, a szabad kereskedelem törvénybe iktatása a tőkések haragját váltotta ki, a toleranciáról alkotott nézetei, az üres beszéd elleni izgató kijelentései, ami a protestánsok előretörését hozta, a papságot sértette, a szabad iparosokról alkotott rendelete pedig a gazdag párizsi burzsoáziának nem tetszett, és még azoknak, akik érintettek voltak, például a Louis-François de Bourbon-Conti hercegnek. Mária Antoinette királyné pártfogói elleni támadásai miatt gyűlölte, ugyanezért sértődött meg Madame de Polignac is.

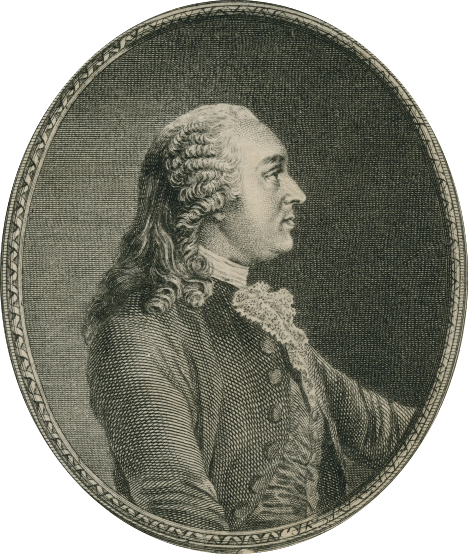
Turgot

Ugyanakkor minden jóra fordulhatott volna, ha Turgot megnyeri a király bizalmát, de a király nem tudta tovább nézni, hogy Turgot-t nem támogatta a többi miniszter. Még barátja, Malesherbes is úgy gondolta, intézkedései túl gyorsak voltak, ő maga pedig elkedvetlenedett és le akart mondani. Maurepas elidegenedése ugyancsak növekedett. Turgot-nak a királyra gyakorolt befolyása miatti féltékenysége, vagy pusztán jellemeik összeférhetetlensége miatt, de fokozatosan ellene fordult és a királynővel való ez idő tájt sorra kerülő kibékülésével együtt ez azt eredményezte, hogy ettől fogva a Polignac klikk és a Choiseul párt eszközévé vált. Ugyanekkor jelent meg egy, a provence-i hercegnek (a későbbi XVIII. Lajosnak) tulajdonított röpirat is Le Songe de M. Maurepas címmel, ami keserű gúnyrajzot tartalmazott Turgot-ról.
A fiziokratákhoz hasonlóan ő is a felvilágosult abszolutizmusban hitt és a királytól várta, hogy keresztülvigye a reformokat. A parlamentek törvénykezési törekvéseivel szemben állva úgy ítélve meg, hogy azoknak nincs hatáskörük az igazságszolgáltatás területén kívül. Felismerte a régi parlamentek visszaállításának veszélyeit, de ez ellen nem tudott hatásosan fellépni, mert összemosták volna a parlamenteket eltörlő elődjeivel, Maupeouval és Terray abbéval. Így egy köztes megoldást választott, ez irányú saját terveit a királynak készült Mémoire sur les municipalités című írásában nyújtotta be. Az általa javasolt rendszerben a földbirtokosok alkották az elektorátust, nem volt megkülönböztetés a rendek között, a városi és megyei törvényszékek tagjai választották a körzeti törvényszéki képviselőt, akik a tartományi törvényszékekre szavaztak volna, azok pedig az országos törvényszékre, aminek nem lett volna törvényhozási jogköre, hanem kizárólag adóügyek intézésével és tanácsadással foglalkozott volna. Mindez teljes rendszert alkotott az oktatással, a szegények terheinek csökkentésével stb. XVI. Lajos visszahőkölt az elképzelésektől, mondván, ez túl nagy lépés ez az ismeretlenbe, és a király valamint minisztere nézőpontjai közötti ilyen alapvető eltérések előbb-utóbb mindenképpen szakításhoz vezettek volna.
Az előjogok elleni támadása, amit egy népszerű miniszter és egy erős király keresztülvihetett volna, bármilyen reform alapfeltétele volt, ugyanakkor Turgot egyetlen esélye valahol a meglévő rendszerben lévő hibák foltozgatása és a teljes forradalom között helyezkedett el.
A bukását közvetlenül kiváltó okok bizonytalanok. Egyesek cselszövésről számolnak be, mely szerint hamisított leveleket mutattak a királynak, amikben Turgot a királynét támadja. Alkalmatlansága bizonyságául a költségvetésről készült jegyzeteit is megmutatták a királynak. Más szálak a királynéhoz vezetnek, akivel kétségtelenül gyűlölték egymást, különösen amikor Turgot Vergennes-t támogatta de Guines-t, a londoni nagykövet visszahívására irányuló követelésében, minekután a királyné hevesen és buzgón támogatni kezdte a Choiseul klikket. Mások Maurepas cselszövésének tulajdonítják az ügyet. Malesherbes 1776. áprilisi lemondásával annak helyére Turgot Very abbét szerette volna ültetni, Maurepas azonban egy nemlétező pártfogoltját, Amelot-t javasolta a királynak. Turgot ezt meghallva ingerült levelet írt a királynak, amiben szemrehányón rámutatott a gyenge minisztérium és a gyenge király veszélyeire és keserűen panaszkodott Maurepas határozatlanságáról és alávetettségéről az udvari intrikáknak. Noha a levelet bizalmasnak szánta, a király azt megmutatta Maurepas-nak, akinek ellenszenve Turgot iránt tovább növekedett. Mindezekkel az ellenségekkel Turgot bukása várható volt, de addig szeretett volna a hivatalában maradni, amíg befejezi a királyi költségvetés reformját, ezt azonban már nem tudta megtenni, mert május 12-én be kellett nyújtania lemondását. Visszatért La Roche-Guyonba, Louis Alexandre de La Rochefoucauld Enville hercegének kastélyába, ahol tudományos és irodalmi tanulmányokkal töltötte élete hátralévő részét. 1781-ben halt meg köszvényben.

## Öröksége
Jellemét tekintve Turgot egyszerű, tisztességes, nyílt személyiség volt, az igazság megszállottja. Idealista volt, a „természetes jogok” szófordulat gyakran előfordult írásaiban. Barátai intim környezetben bájosnak és vidámnak ismerték, de idegenek között csendes volt és visszahúzódó a kimértség és a megvetés látszatával. Egy dologban barátai és ellenségei is egyetértettek, a munka során hihetetlenül tapintatlan volt emberekkel. Államférfiként sokféleképpen ítélték meg, de abban általános volt az egyetértés, hogy a forradalom számos reformja és gondolata neki volt köszönhető, mert az eszmék alapelvei ugyan nem tőle származtak, de ő volt az első, aki használta őket. Közgazdászként szintén megoszlanak róla a vélemények. Van, aki egyszerűen rossz fiziokratának és zavart gondolkodónak tartja, mások úgy gondolják, ő volt a modern politikai gazdaságtan megalapozója, mert „noha a 18. században megbukott, a 19. században megdicsőült”.

## Magyarul megjelent művei
- Quesnay – Turgot munkáiból; ford., bev. Fenyvessy Adolf; Pallas Ny., Bp., 1887 (Nemzetgazdasági írók tára)
- Levelek a toleranciáról; ford., sajtó alá rend. Balázs Péter; JATE Történész Diákkör, Szeged, 1996 (Documenta historica)